# Vital (Vitória)
Vital, como é conhecido popularmente pelos habitantes da região metropolitana de Vitória, é um evento carnavalesco fora de época que é realizado anualmente no Sambão do Povo na cidade de Vitória. Sua primeira edição aconteceu no ano de 1994, na época, era denominado como Lavagem do Triângulo. Em seus primórdios, até o ano de 2005, o Vital foi realizado no bairro Praia do Conto, na região conhecida por populares como Triângulo, nas demais edições, trios eletricos percorriam parte da Avenida Dante Michelini, nos arredores do bairro de Jardim Camburi.

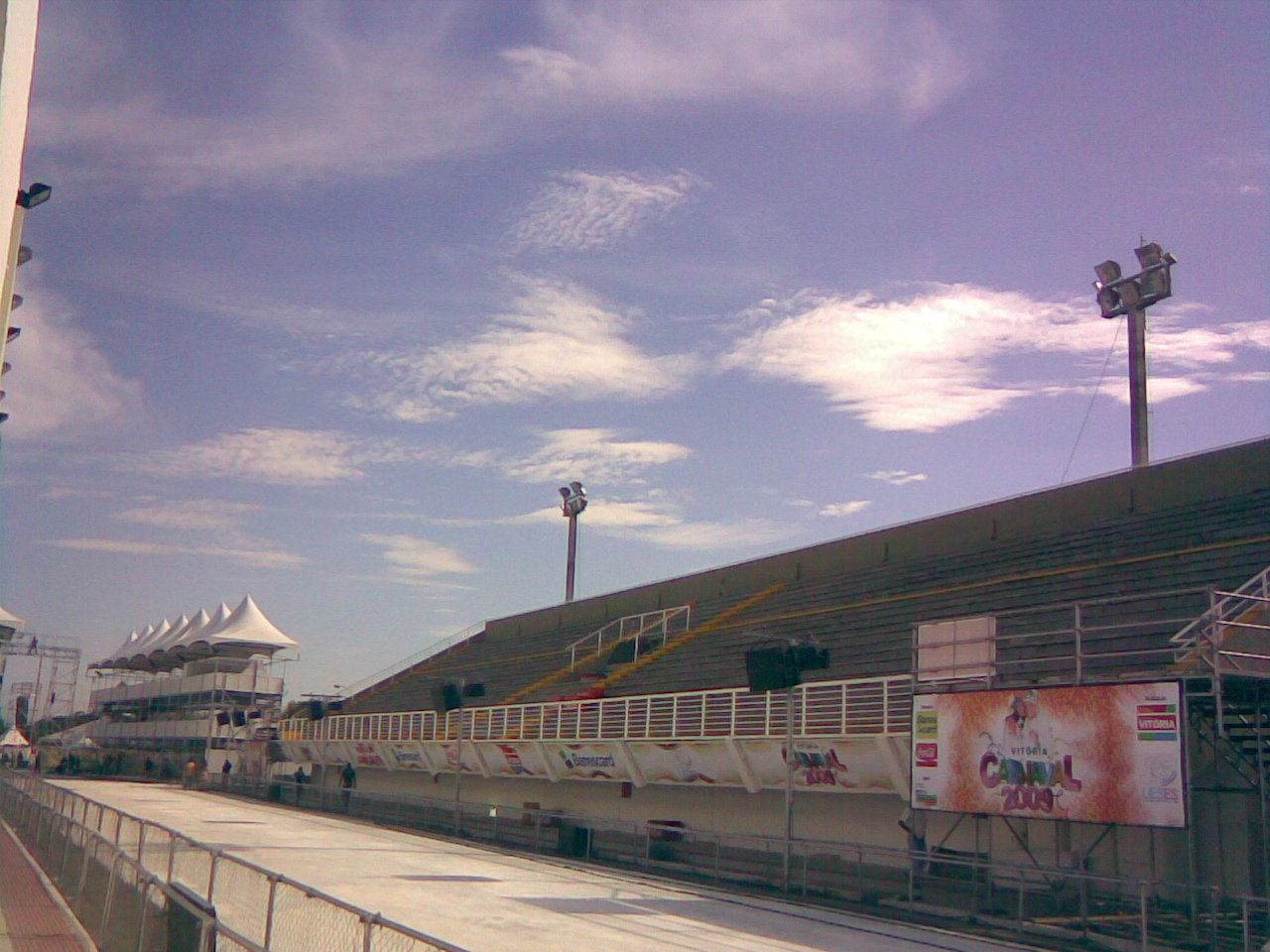
Sambão do Povo

## Interrupção
Houve pausa depois da sua última edição realizada no ano de 2006 na Praça do Papa, a mudança de endereço ocorreu pelo fato de os moradores se queixarem do barulho produzido pelo evento. A micareta retornou novamente no ano de 2022, depois de 16 anos sem atividade.